# Henri Salmet
Henri Salmet, född 22 juli 1878 i Paris, död 15 april 1954 i Villejuif, var en fransk pilot. Han försökte den 7 mars 1912 genomföra den första nonstopflygningen Paris–London. Flygturen tog drygt tre timmar, men han mellanlandade vid ett tillfälle på fransk mark för att undersöka färdriktningen.